# Brachystelma cupulatum
Brachystelma cupulatum är en oleanderväxtart som beskrevs av Robert Allen Dyer. Brachystelma cupulatum ingår i släktet Brachystelma och familjen oleanderväxter. Inga underarter finns listade i Catalogue of Life.